# José Galiana Tarancón
José Galiana Tarancón (5 de marzo de 1802, Torrevieja (Alicante) - ?) fue un comerciante y político español, y el primer alcalde de Torrevieja.

## Juventud
José Eusebio Emigdio Galiana Tarancón era hijo de José Galiana Pastor, herrero, y de Josefa Tarancón Amorós. El tercer nombre que se le impuso probablemente fue consecuencia de la pretensión de colocarlo bajo la protección del santo patrón de los terremotos, ya que la zona es sísmicamente activa. Fue el tercero de nueve hijos.
Se casó con Gregoria Albaladejo García en el año 1824. Tuvieron diez hijos, entre ellos la escritora Adela Galiana.
La primera referencia pública que existe, antes de ser alcalde, es en el Padrón para el cumplimiento parroquial de la iglesia de Torrevieja del año 1829, unos días antes del terremoto que asoló Torrevieja y la Vega Baja del Segura.
Desaparece de la vida pública en 1852, al acabar su segundo mandato como alcalde. Aparece en el Padrón de Habitantes de 1856, pero después desaparece su rastro.

## Vida política
El Ayuntamiento de Torrevieja se constituyó el 12 de julio de 1830, del que José Galiana fue su primer alcalde. Con anterioridad, durante el trienio liberal, hubo ayuntamiento en Torrevieja. Al restablecerse el absolutismo en 1823, el rey Fernando VII derogó las leyes promulgadas en este periodo, por lo que desapareció este Ayuntamiento. En 1830 se aprobó definitivamente, debiendo ceder la Dirección y Administración de las Reales Salinas las funciones judiciales y municipales a la nueva Corporación.

### Primer periodo
Fue elegido alcalde el 2 de julio de 1830 y permaneció en el cargo hasta el 11 de diciembre de ese mismo año. Una acusación de fraude, tras la que probablemente se oculta la oposición manifiesta entre el alcalde y el administrador de las Salinas, consecuencia de la lucha por desligar el Ayuntamiento de la Administración de las Salinas, y que termina con el Alcalde y varios concejales presos en Cartagena y otros fugados. Se desconoce el tiempo que estuvo en prisión, aunque aparece en una carta al Ayuntamiento en 1834 donde expresa su "ánimo de dedicarme a la Carrera mercantil al por menor" que hace suponer que estaba ya libre.

#### Logros
Durante este corto espacio de tiempo muestra el joven alcalde "preocupación por cuestiones básicas, tales como el abastecimiento de víveres, la sanidad, la contabilización de los vecinos existentes en la localidad y la construcción de una sede para las sesiones del Ayuntamiento y de un templo para la localidad".

### Segundo periodo
El 20 de febrero de 1844 accedió a su segundo mandato, en el que permaneció hasta el 8 de mayo de 1850, en que fue destituido  temporalmente a consecuencia de unas acusaciones de "abusos y excesos". A principios de julio de ese año, José Galiana recurre la decisión del gobernador de Alicante, D. Ramón de Campoamor y este lo restituye en su cargo el 5 de julio. Detentará el cargo hasta el 31 de diciembre de 1851.

#### Logros
Durante este periodo, además de atender a las preocupaciones básicas de la población, se interesó en otorgar títulos de dominio a los presuntos titulares de parcelas y solares,  en reordenar urbanísticamente el pueblo de Torrevieja, en la realización de nuevas alineaciones de vías públicas... y, sobre todo en la culminación de las obras de la iglesia parroquial, donde se reutilizaron los materiales provenientes de la demolición de la antigua Torre Vigía (Torre vieja).